# Società Sportiva Sacilese
La SSD Sacilese 1920, meglio conosciuta come Sacilese, è una squadra calcistica italiana del comune di Sacile, in provincia di Pordenone. Attualmente milita nel campionato di Seconda Categoria.

## Storia
La prima Sacilese è stata fondata nel 1920, mentre la società odierna risale al 1957. I colori sociali sono il bianco e il rosso. Le partite casalinghe si svolgono allo Stadio "XXV Aprile - Aldo Castenetto". Ha militato in Serie D fino alla stagione 2008/09, livello calcistico disputato per dodici anni, prima di conquistare la prima storica promozione in Lega Pro Seconda Divisione il 10 maggio 2009, battendo il Domegliara 1-2 ed approfittando del pareggio della diretta inseguitrice Eurotezze (rimonta da 0-4 a 4-4 col Chioggia Sottomarina).
Nella stagione 1999-2000 è stata campione d'Italia Juniores Nazionali.
La società fa parte del progetto "Inter Campus" che coinvolge circa 20.000 ragazzi tra gli 8 e i 13 anni, sparsi in tutta Italia e in alcuni Paesi del mondo. Inoltre ha stretto un accordo di collaborazione a livello giovanile con il Vicenza Calcio.
L'attuale tecnico della prima squadra è Carlo Marchetto, subentrato nel mese di Febbraio al posto del dimissionario Mauro Zironelli.
La stagione 2015-16 in Serie D è un autentico calvario: ultimo posto fisso in classifica e caos societario. Due passaggi di proprietà (prima dalla famiglia Presotto al torinese Francesco Bau, poi da quest'ultimo alla cordata romana che ha collocato alla presidente Ornella Rubino) che non hanno risolto nulla. La squadra non si iscrive nell'Eccellenza Friuli-Venezia Giulia, cambia il nome da Sacilese Calcio SSD ARL a ASD Nuova Sacilese 1920 e riparte dalla Terza Categoria guidata da Vincenzo Lisotto, ex dirigente biancorosso.

## Allenatori
- ...-2004:  Italo Gioro
- 2004-2005:  Giampietro Fantinel
- 2005-2007:  Gianfranco Borgato
- 2007-2010:  Stefano De Agostini
- 2010-2011:  Maurizio Costantini
- 2011-2011:  Stefano Andretta
- 2011-2011:  Gianni Bortoletto
- 2011-2013:  Carmine Parlato
- 2013-2015:  Mauro Zironelli
- 2015-2015:  Carlo Marchetto
- 2015-2015:  Vinicio Bisioli
- 2015- 2016:  Pietro Siletti
- 2016- 2017:  Gianluigi Zanusso
- 2017-in carica:  Pierangelo Moso

## Campionati nazionali
| Livello | Categoria                  | Partecipazioni | Debutto   | Ultima stagione | Totale |
| ------- | -------------------------- | -------------- | --------- | --------------- | ------ |
| 4º      | Promozione Interregionale  | 1              | 1951-1952 | 1951-1952       | 9      |
| 4º      | IV Serie                   | 4              | 1953-1954 | 1956-1957       | 9      |
| 4º      | Lega Pro Seconda Divisione | 2              | 2009-2010 | 2010-2011       | 9      |
| 4º      | Serie D                    | 2              | 2014-2015 | 2015-2016       | 9      |
| 5º      | Serie D                    | 10             | 1980-1981 | 2013-2014       | 15     |
| 5º      | Interregionale             | 5              | 1981-1982 | 1990-1991       | 15     |

## Stadio
La Sacilese Calcio gioca le partite casalinghe allo stadio XXV Aprile-Aldo Castenetto, con sede in via Malvignù a Sacile. È facilmente raggiungibile dalla stazione di Sacile San Liberale. Durante la stagione 2006-2007 lo stadio è stato completamente ristrutturato, cambiando gli spogliatoi, gli interni e la copertura esterna. Per la stagione 2009-2010, a causa della promozione in Lega Pro Seconda Divisione, sono stati aggiunti posti a sedere per giornalisti con collegamento internet, cabina per riprese televisive e radiofoniche.

## Palmarès

### Competizioni nazionali
- Serie D: 1

2008-2009 (girone C)

### Competizioni regionali
- Eccellenza Friuli-Venezia Giulia: 1

2002-2003
- Coppa Italia Dilettanti Friuli-Venezia Giulia: 3

1997-1998, 1999-2000, 2002-2003
- Prima Divisione: 1

1950-1951 (girone A)
- Promozione: 1

1952-1953 (girone A)
- Prima Categoria: 1

2018-2019 (girone A)
- Seconda Categoria: 1

2017-2018 (girone A)

### Competizioni provinciali
- Terza Categoria: 1

2016-2017 (girone A)

### Competizioni giovanili
- Campionato Juniores Dilettanti: 1

2000-2001

### Altri piazzamenti
- Serie D:

Terzo posto: 2014-2015 (girone C)
- IV Serie:

Terzo posto: 1953-1954 (girone D)
- Eccellenza:

Terzo posto: 1995-1996
- Promozione:

Terzo posto: 1983-1984, 1984-1985
- Coppa Italia Serie D:

Semifinalista: 2008-2009
- Scudetto Dilettanti:

Semifinalista: 2008-2009 (Pro Vasto 4-2 Sacilese, Sacilese 2-2 Pro Vasto)
- Coppa Italia Dilettanti:

Finalista: 1999-2000
- Coppa Italia Dilettanti Friuli-Venezia Giulia:

Finalista: 2000-2001, 2001-2002
Semifinalista: 1991-1992

## Record e curiosità
- Vittoria più larga in campionato in casa: 5-1 contro Montecchio Maggiore, 19 ottobre 2008, 5-1 contro Virtus Vecomp Verona, 8 marzo 2009
- Vittoria più larga in campionato in trasferta: 2-5 contro Conegliano, 10 ottobre 2004, 2-5 contro Tamai, 7 gennaio 2007
- Sconfitta più larga in campionato in casa: 1-5 contro Eurocalcio Cassola, 5 febbraio 2006
- Sconfitta più larga in campionato in trasferta: 4-0 contro Sambonifacese, 12 marzo 2006
- Stagione con più vittorie: 22 (2008-2009)
- Stagione con più pareggi: 13 (2005-2006, 2007-2008)
- Stagione con più sconfitte: 15 (2003-2004)
- Stagione con meno vittorie: 9 (2009-2010)
- Stagione con meno pareggi: 7 (2003-2004)
- Stagione con meno sconfitte: 5 (2008-2009)
- Stagione con più gol segnati: 61 (2008-2009)
- Stagione con più gol subiti: 49 (2005-2006)
- Stagione con meno gol segnati: 35 (2009-2010)
- Stagione con meno gol subiti: 30 (2008-2009)
- Stagione con maggior punteggio: 73 (2008-2009)
- Stagione con minor punteggio: 40 (2009-2010)

## Tifosi
Oltre ai tifosi di sempre, il 10 gennaio 2010, in occasione della partita Sacilese 3-1 Pro Vasto, sono nati gli ultras della Sacilese chiamati Giovinezza 1920 che, con il loro tifo, accompagnano tutte le partite casalinghe e le trasferte abbordabili della squadra liventina. Il gruppo ora si è ufficialmente sciolto.